# Páramo de Boedo
Páramo de Boedo ist ein Ort und eine nordspanische Gemeinde (municipio) mit 104 Einwohnern (Stand: 2024) in der Provinz Palencia der Autonomen Gemeinschaft Kastilien-León. Neben dem Hauptort Páramo de Boedo besteht die Gemeinde aus den Weilern Saltos del Sil, Villaneceriel de Boedo und Zorita del Páramo.

## Lage und Klima
Páramo de Boedo liegt in der altkastilischen Meseta in einer Höhe von ca. 865 m. Die Provinzhauptstadt Palencia befindet sich gut 50 km (Fahrtstrecke) südsüdwestlich. Das Klima im Winter ist kühl, im Sommer dagegen trotz der Höhenlage gemäßigt bis warm; Niederschläge (ca. 618 mm/Jahr) fallen überwiegend im Winterhalbjahr.

## Bevölkerungsentwicklung
| Jahr      | 1970 | 1981 | 1991 | 2001 | 2011 | 2021 |
| Einwohner | 248  | 156  | 137  | 102  | 85   | 103  |

## Sehenswürdigkeiten

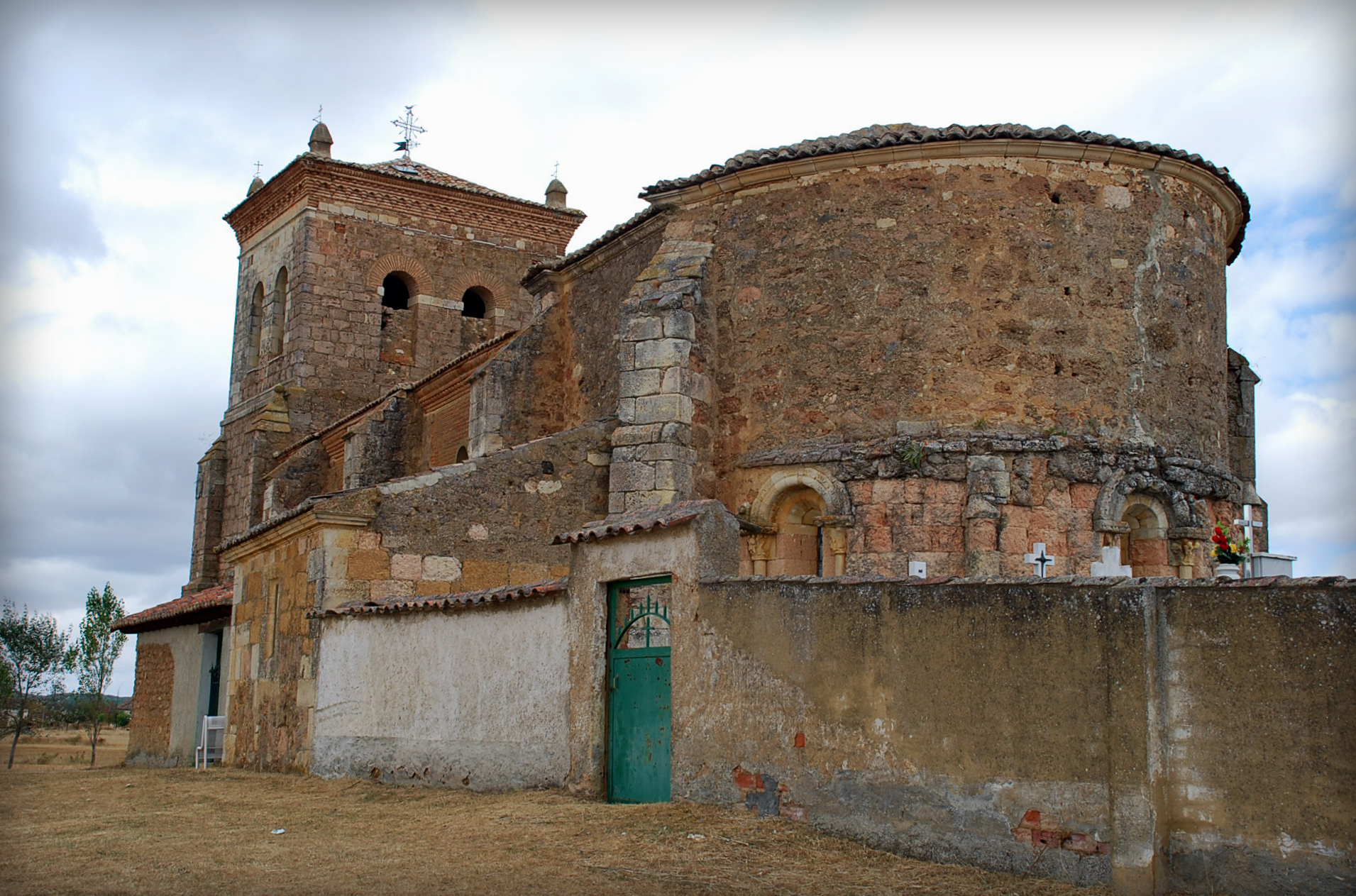
Kirche Mariä Geburt
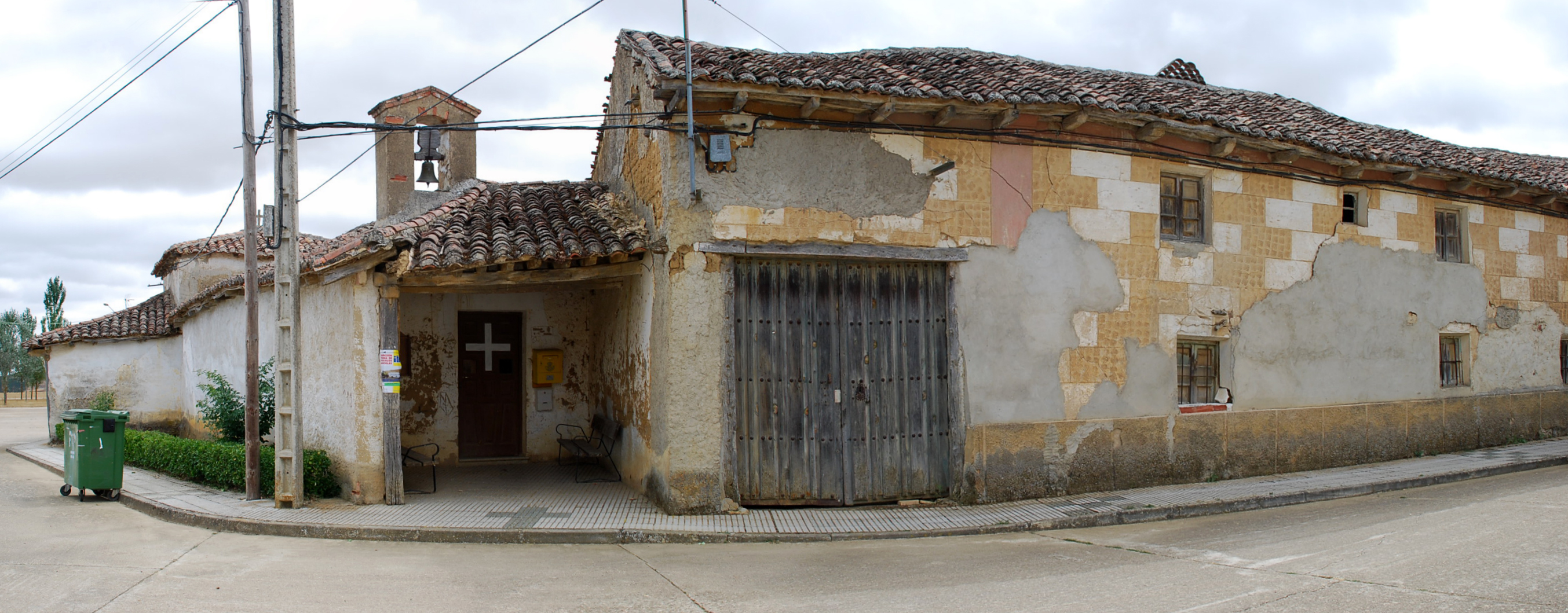
Michaeliskapelle
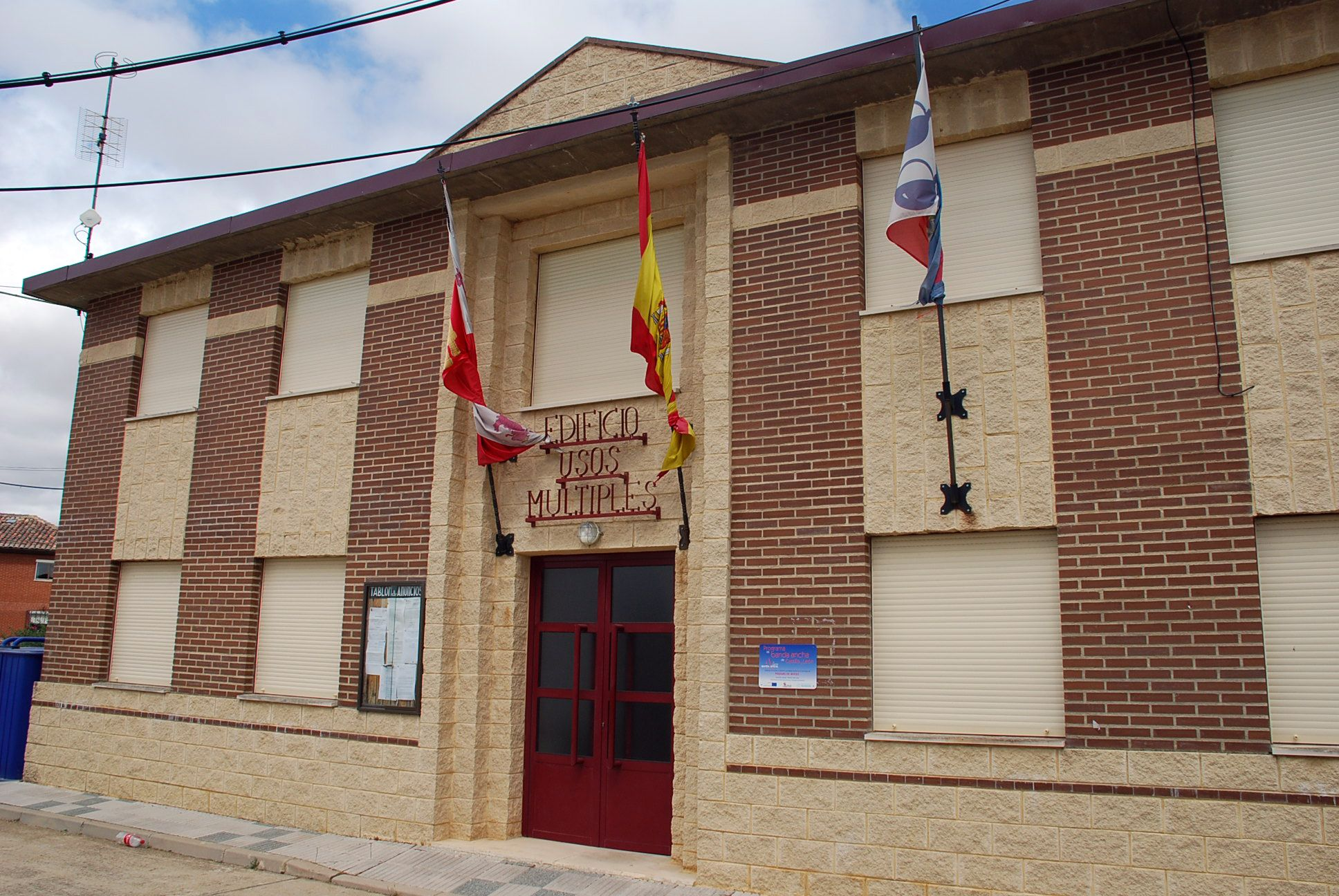
Rathaus

- Kirche Mariä Geburt
- Michaeliskapelle
- Rathaus